# Pièce de 1 cent de dollar américain Flying Eagle
Le Flying Eagle cent est une pièce de un cent frappée par l'United States Mint, dès 1856, et mise en circulation entre 1857 et 1858. Elle a été conçue par chef Graveur de la Monnaie James B. Longacre, avec sur son avers un aigle en vol repris du travail de son prédécesseur Christian Gobrecht.